# Horváth József (tanító)
Horváth József (Hodrusbánya, 1840. január 28. – 1910 után) tanító.

## Életútja
Szegény bányász szülők gyermeke, apja Chorvath Mihály, anyja Hatkey Katalin. Nyomorral küzdve tanult a selmeci gimnáziumban. 1859-ben a besztercebányai tanítóképzőbe iratkozott be; félév múlva meglátogatta a szepesváraljai püspöki tanítóképzőt. 1860-ban a kassai tanítóképzőbe ment és a város ösztöndíját elnyervén elvégezhette tanulmányait. Szlovák és német tannyelvű tanítói képesítvényt 1861-ben Kassán nyert; de 1866-ban újból vizsgálatra jelentkezvén, szlovák, német és magyar tannyelvű népiskolákra szóló oklevelet kapott. Mint segédtanító működött Geszthelyen, Magyarszirákon és Sáriban; ahonnét 1863-ban Pilisszántóra hívták meg kántortanítónak. 1866-ban megválasztatott Szentesen a Donátpusztai iskolához; 1870-ben meghívták Csáktornyára leánytanítónak; 1872-től Aradon tanított, ahol 1889-ben szívbaja miatt nyugdíjazták és ezután Rézbányán élt. Az 1910-es években Ópáloson lakott.
Társadalmi, nevelés-oktatástani, mezőgazdasági s bölcseleti cikkeket írt következő lapokba: Szegedi Hiradó, Független Polgár, Tanítóbarát, Somogy, Zalai Tanközlöny, Népnevelők Lapja, Alföld, Arad és Vidéke, Aradi Közlöny, Alföldi Ujság, Arader Zeitung, Slovenské Noviny, Népkertésze, Zala-Somogyi Közlöny, Aradvidéki Tanítóegylet Értesítője, Általános Tanügyi Közlöny, Magyar Állam és Selmeczi Hiradó.

## Munkái
- Földrajz, népiskolák számára. Arad. 1874.
- Az agyvelő és a szellem. Arad, 1879. (Dr. Piderit T. Gehirn u. Geist c. művének szabad fordítása.)
- Magyar Nyelvgyakorló. Bpest, 1880.
- Tanulmányok a nőemancipatio köréből. Arad, 1881.
- A népiskola mint közjólét előmozdítója. Arad, 1886.
- Az osztály- és a váltakozó rendszer megbirálása. Arad, 1888.
- Modern Magyarország vagyis a honi munkástársadalom szabad iskolája. Ópálos, ny. Liptószentmiklós, 1913. (1/3. füzet, félbemaradt)

Mint a tiszavidéki aradállomási vasúti tisztviselők magyar nyelv tanitója időközönként adott ki ezek használatára kőnyomltos német-magyar nyelvgyakorlókat.
Szerkesztette az Alföldi Figyelőnek 1872. július 1. és 8. két számát Szentesen; Graszel János aradi tanítóval megalapította az Iskolakert c. lapot, melyet két évig (1887-88) szerkesztett Aradon.

### Kéziratban
- Földrajz népiskolák számára, két rész;
- Az emberi gondolkodás élettana (Jessen után ford.);
- Irányeszmék a népiskola reformálására; Mondattan népiskolák számára;
- Dolgozatok a népnevelés köréből;
- Legegyszerűbb és legbiztosabb tanmódja az írvaolvasásnak;
- Népnevelési jellemrajzok (Dröse után);
- Házi gyermekneveléstan (Kübler után);
- A népneveléstudomány elemei, négy kötet.